# 佐野大陽
佐野 大陽（さの たいよう、2002年2月14日 - ）は、静岡県富士宮市出身のプロ野球選手（内野手）。右投右打。阪神タイガース所属。

## 経歴

### プロ入り前
幼少期から曾祖父とのキャッチボールを趣味としており、小学校入学後は富士宮リトルイーストで野球を始めた。当時は野球と同時に相撲にも取り組んでおり、4年時には東海3位の成績を残している。富士宮第一中学校入学後はポジションを投手と遊撃手に絞りプレーした。
常葉大学附属橘高等学校には投手として入学したが、1年秋から遊撃手に専念した。3年春からはチーム事情により捕手に転向した。
高校卒業後は中部大学に進学。高校2年時に中部大監督から遊撃手として声をかけられていたこともあり、入学後は遊撃手に再転向した。4年春には主将を務め、チームを2017年春以来となる第72回全日本大学野球選手権大会出場に導いた。同年にプロ志望届を提出するも調査書は届かず、最短でのNPB入りを目指すため独立リーグに進路を取った。

### NLB富山時代
2024年に日本海リーグの富山GRNサンダーバーズに入団。巧打の遊撃手として頭角を現し、5月末には「1番・遊撃手」に定着した。最終的にリーグトップとなる出塁率.464を記録した。
2024年10月24日のプロ野球ドラフト会議で阪神タイガースからドラフト5位指名を受けた。11月15日に契約金3500万円、年俸700万円で仮契約を結んだ（金額はいずれも推定）。背番号は45。担当スカウトは筒井和也。

## 詳細情報

### 独立リーグでの年度別打撃成績
出典は一球速報.com。
| 年 度     | 球 団     | 試 合 | 打 席 | 打 数 | 得 点 | 安 打 | 二 塁 打 | 三 塁 打 | 本 塁 打 | 塁 打 | 打 点 | 盗 塁 | 盗 塁 死 | 犠 打 | 犠 飛 | 四 球 | 敬 遠 | 死 球 | 三 振 | 併 殺 打 | 打 率 | 出 塁 率 | 長 打 率 | O P S |
| --------- | --------- | ----- | ----- | ----- | ----- | ----- | -------- | -------- | -------- | ----- | ----- | ----- | -------- | ----- | ----- | ----- | ----- | ----- | ----- | -------- | ----- | -------- | -------- | ----- |
| 2024      | 富山      | 39    | 184   | 144   | 33    | 48    | 1        | 1        | 0        | 51    | 19    | 9     | 5        | 0     | 3     | 31    | -     | 6     | 17    | 3        | .333  | .464     | .354     | .816  |
| 通算：1年 | 通算：1年 | 39    | 184   | 144   | 33    | 48    | 1        | 1        | 0        | 51    | 19    | 9     | 5        | 0     | 3     | 31    | -     | 6     | 17    | 3        | .333  | .464     | .354     | .816  |

- 2024年シーズン終了時
- 各年度の太字はリーグ最高

### 背番号
- 1（2024年）
- 45（2025年[8] - ）